# 巴西领地
巴西领地（葡萄牙语：Capitanias do Brasil）是葡萄牙帝国在南美洲东北部大西洋沿岸設立的领地，葡萄牙貴族是這些領地的主人。後來這些領地都被葡萄牙國王收購。1754年，葡萄牙國王吞併了最后一塊巴西私人領地。

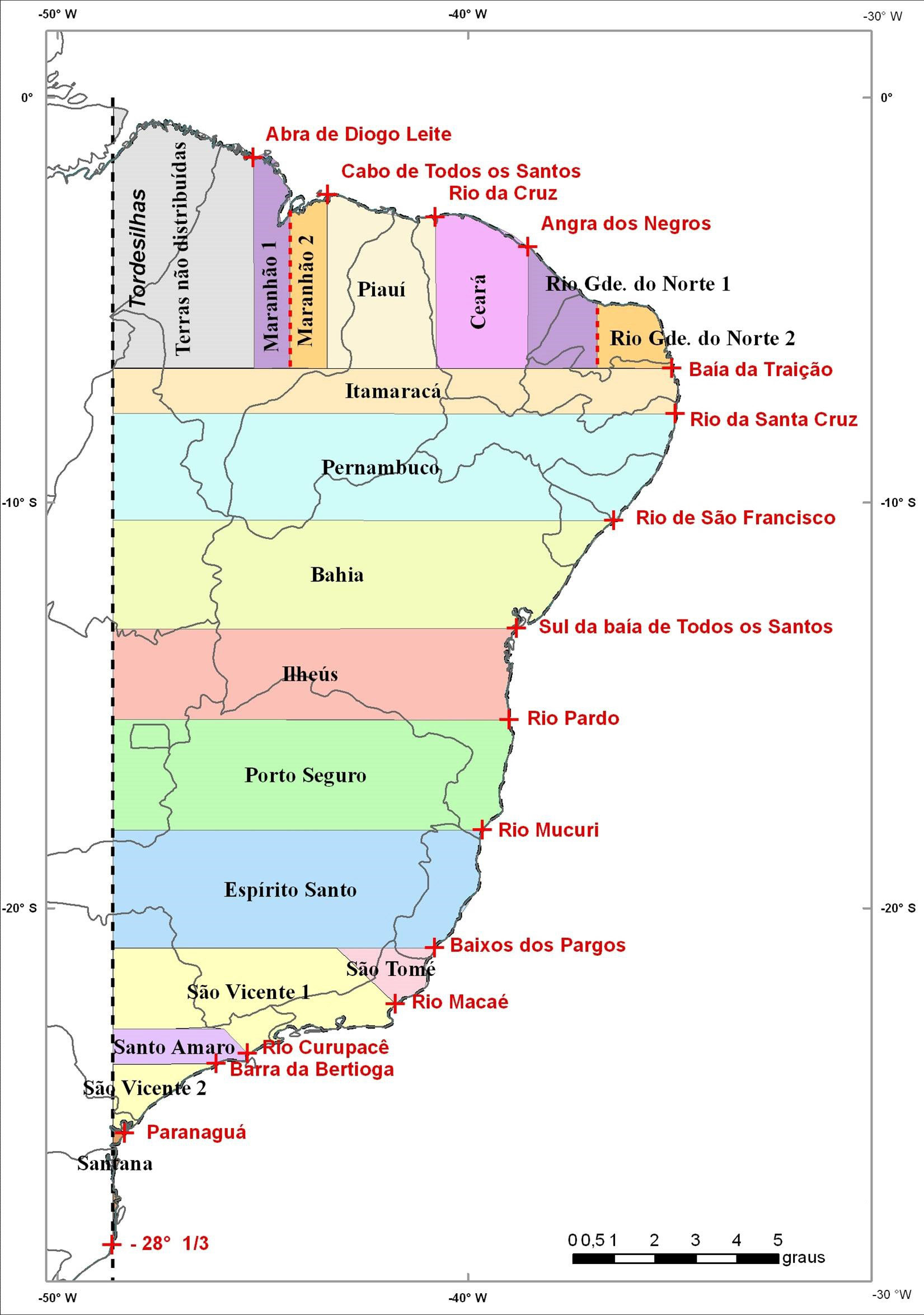
1534年時的巴西領地